# La Songeuse
La Songeuse est un tableau réalisé par la peintre française Marie Laurencin en 1910-1911. Cette huile sur toile est un portrait de femme à l'éventail, peut-être un autoportrait. Un temps la propriété de Pablo Picasso, elle est conservée au musée Picasso, à Paris.

## Expositions
- Apollinaire critique d'art, Pavillon des Arts, Paris, 1993 — n°76.